# Friedrich Gerhard
Friedrich Gerhard, nemški jahač in častnik, * 24. julij 1884, † 16. maj 1950.
Gerhard je bil član nemške jahalne ekipe, ki je na poletnih olimpijskih igrah leta 1936 osvojila vse zlate medalje v vseh 6 disciplinah; do sedaj prvi in edini tak uspeh.